# Гідрогеогологія Болгарії
Гідрогеологія Болгарії
Мізійська плита і Передбалканська зона складають Нижньодунайську артезіанську область, в якій переважають пластові карстові води вапняково-доломітового комплексу мальма-валанжина. Водоносні пласти осадових порід пліоцену, еоцену, апту, ниж. тріасу мають підпорядковане значення. Пласти майже горизонтальні, зі слабкою тріщинністю.
Велику популярність мають курорти, пов'язані з мінеральними водами: Нареченські-Бані в Родопах (вода, багата радоном, t 30°C), Горна-Баня поблизу Софії (t 41°C), Міхалкове в Родопах (вуглекисла вода, t 28°C) та ін.